# Massacres arméno-tatars
Les massacres arméno-tatars, ou la guerre arméno-tatare, sont des confrontations interethniques entre Arméniens et « Tatars caucasiens » survenues à travers le Caucase de 1905 à 1907.

## Historique
Les massacres commencent pendant la révolution russe de 1905 et font des centaines de morts. Les affrontements les plus violents ont lieu en 1905 : en février à Bakou, en mai à Nakhitchevan, en août à Chouchi et en novembre à Gandja, endommageant de manière importante ces villes et les champs pétrolifères de Bakou.
La guerre civile est déclenchée apparemment par l’assassinat d’un villageois musulman, Aga Reza Babaev. Du 19 au 22 février 1905 (6 - 9 février du calendrier julien), à Bakou, après que le vice-roi du Caucase Grigori S. Golitsyne leur a fait distribuer des armes, les Azéris attaquent la population arménienne dans l'indifférence des autorités russes. Les émeutes raciales gagnent toute la Transcaucasie : Erevan le 13 mars/28 février et les 5 juin-7 juin/23-25 mai, Nakhitchevan le 21/12 mai et de nouveau Bakou du 2 au 7 septembre (20-25 août). Du 2 au 7 novembre (20-25 octobre julien), Bakou est livrée aux exactions de « centuries noires ».
Les troubles gagnent Gandzak le 1er décembre/18 novembre puis Tiflis du 5 au 11 décembre (22-28 novembre). Les Arméniens résistent (Dachnak), et les combats durent jusqu’au printemps 1906.

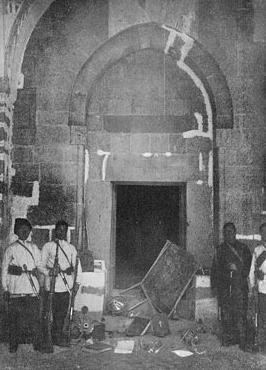
Église arménienne pillée (1906).

Les affrontements ne se sont pas limités aux villes; 128 villages arméniens et 158 villages tatars ont été saccagés et ruinés. Le nombre total de morts est estimé entre 3 100 et au moins 10 000. 15 000 autres personnes ont été déracinées. Svante Cornell, un chercher suédois, déclare que les membres de l’ARF du côté arménien ont été plus efficaces et que la pauvre organisation tartare a entraîné plus de victimes du côté tatar. Cependant, les Arméniens ont subi plus de 75 % des dommages matériels.
Selon Firuz Kazemzadeh, écrivant en 1951 : « Il est impossible de blâmer les massacres d’un côté ou de l’autre. Il semble que dans certains cas (Bakou, Elizavetpol) les Azerbaïdjanais aient tiré les premiers coups de feu, dans d’autres cas (Shusha, Tiflis) les Arméniens.